# Quaterthiophène
Le quaterthiophène est un composé organique, oligomère du thiophène. Il fait partie des semi-conducteurs organiques.